# Водонапірна вежа

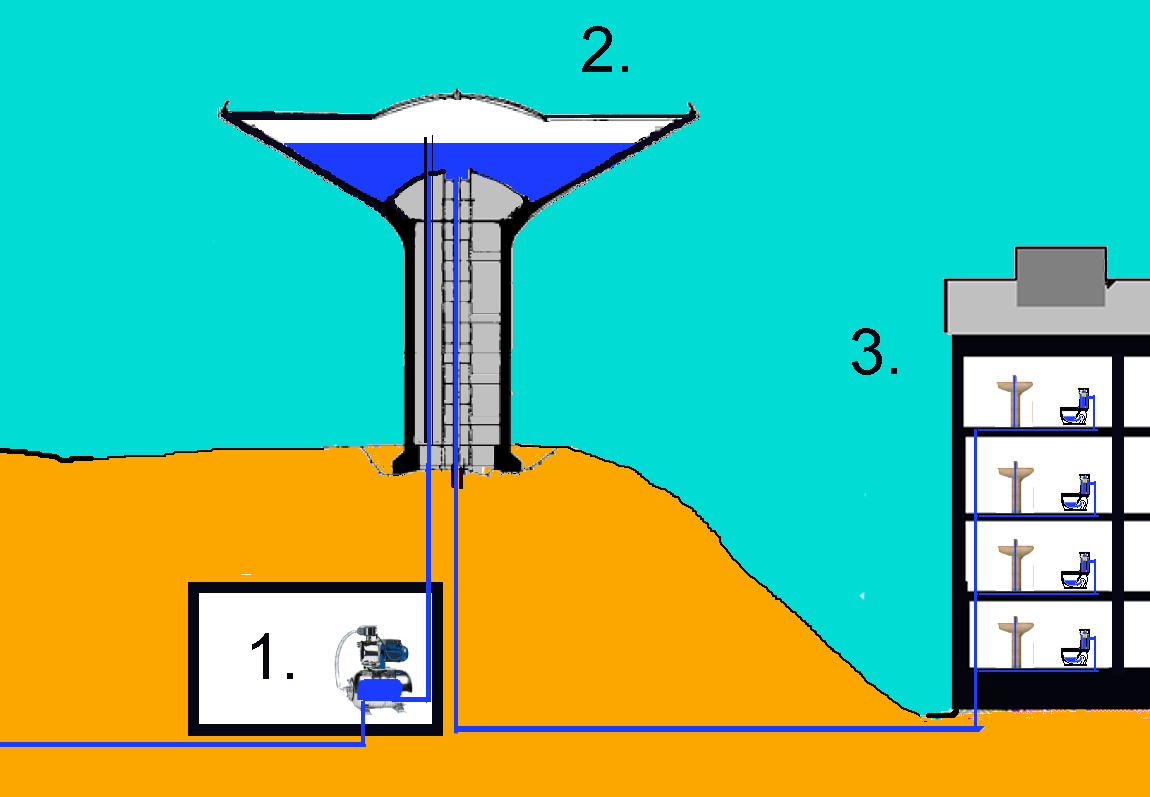
Система водопостачання з використанням водонапірної вежі у розрізі: 1-насосна станція, 2-резервуар водонапірної вежі з водою, 3-споживачі води

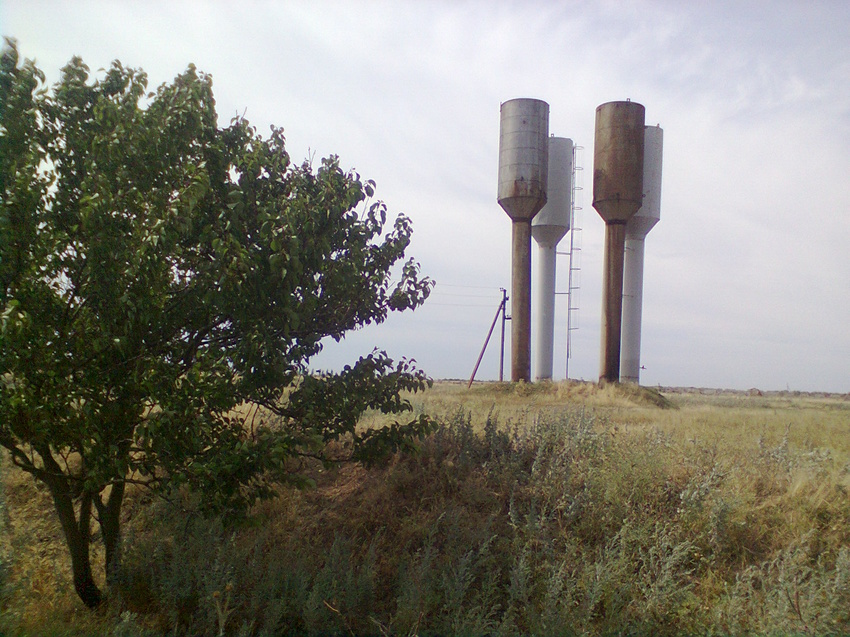
Водонапірні башти розташовані в с. Новопетрівка Нижньосірогозького р-ну Херсонської обл.

Водонапі́рна ве́жа або водонапі́рна ба́шта — гідротехнічна споруда в системі водопостачання для регулювання тиску і витрати води у водопровідній мережі, створення її запасу і вирівнювання графіка роботи насосних станцій.
Основні частини водонапірної вежі: резервуар для води (переважно з залізобетону або сталі) і опорні конструкції (із залізобетону, сталі, іноді цегли). Місткість резервуарів від десятків (для малих водопроводів) до кількох тисяч кубічних метрів (у великих міських і промислових водопроводах). Висота водонапірної вежі (віддаль від поверхні землі до низу резервуара) здебільшого до 25 м. Водонапірні вежі обладнують трубами для подачі та відведення води, переливними пристроями, що запобігають переповнюванню резервуара, сигналізацією та системою замірювання рівня води.